# Ptak Rajski
Ptak Rajski (łac. Apus, dop. Apodis, skrót Aps) – mało wyraźny gwiazdozbiór, 67. co do wielkości na niebie, znajdujący się w pobliżu południowego bieguna niebieskiego, oznaczony w 1595 roku przez Keysera i de Houtmana. Keyser zmarł na Jawie w trakcie wyprawy. Po powrocie do Holandii, de Houtman przekazał sporządzony katalog gwiazd Petrusowi Planciusowi, który naniósł gwiazdozbiór na globus nieba w 1598 jako Paradysvogel Apis Indica. Należy do grupy pięciu sąsiadujących ze sobą gwiazdozbiorów nieba południowego wyobrażających ptaki. Konstelacja ta została po raz pierwszy opisana jako Apus Indica w atlasie nieba Uranometrii Johanna Bayera w 1603 roku. Od czasów Bayera nic się w zasadzie nie zmieniło w kształcie i gwiazdach Apusa. Liczba gwiazd dostrzegalnych nieuzbrojonym okiem: około 20. W Polsce niewidoczny.

## Pochodzenie nazwy
Małe i blade zbiorowisko gwiazd, które teraz nazywa się Rajskim Ptakiem, znajduje się zbyt daleko na południe, by mogli je poznać dawni europejscy obserwatorzy. Nazwa może budzić zdziwienie, że kartografowie w tych kilku słabych punktach widzieli pięknego tropikalnego ptaka. Jego sylwetka została dodatkowo zniekształcona przez Lacaille'a podczas konstrukcji okołobiegunowej konstelacji Oktanta. Wyobraża, odkrytego w Nowej Gwinei, niezwykle strojnego ptaka z rodziny Paradisaeidae (rajskie ptaki), niesłusznie wcześniej uważanego za beznogiego, gdyż wszystkie okazy jakie Europejczycy dostawali wcześniej od tubylców były martwe, pozbawione nóg i skrzydeł. Łacińska nazwa Apus, która z kolei pochodzi od greckiego apous, co dosłownie oznacza „beznogi”.

## Gwiazdy Rajskiego Ptaka
Rajski Ptak leży pomiędzy charakterystycznym zarysem Trójkąta Południowego a południowym biegunem niebieskim. Mały prostokątny trójkąt, utworzony przez Betę (β), Gammę (γ) i Deltę (δ) Rajskiego Ptaka, jest najlepiej widoczną częścią tego gwiazdozbioru, podczas gdy Alfa (α) znajduje się nieco z boku i leży w pobliżu granicy z Kameleonem. Każda z tych gwiazd jest czerwonym albo pomarańczowym olbrzymem.
Nie zawiera gwiazd jaśniejszych niż trzeciej wielkości.
- Najjaśniejsze gwiazdy konstelacji, Alfa Apodis (α Aps) i Gamma Apodis (γ Aps) – olbrzymy typu K i G – mają jasność 3,83 i 3,86m[2].
- Kolejne cztery gwiazdy są jaśniejsze od 5m. Delta (δ) Apodis to układ podwójny (separacja 103 sekundy) składający się z olbrzymów typu M i K o jasnościach 4,76 i 5,27m. Pierwsza z tych gwiazd jest gwiazdą zmienną nieregularną, zmieniającą jasność w przedziale od 4,66 do 4,87m. Żadna z nich nie ma nazwy własnej, nie są też z nimi związane żadne legendy[2]. Łatwo dają się rozdzielić przez lornetkę[1]. Znajdują się w odległości odpowiednio 770 i 660 lat świetlnych.
- Theta (θ) Apodis, 3° na północny zachód od alfy jest pulsującym czerwonym olbrzymem, którego jasność zmienia się nieregularnie między szósta a dziewiąta wielkością z okresem około 4 miesięcy. Gwiazda, będąca u kresu swojej ewolucji, będąca na tak zwanej gałęzi asymptotycznej. Traci relatywnie dużo swojej materii – 1,1×10−7 masy Słońca na rok – z powodu własnego wiatru gwiazdowego[3].

## Interesujące obiekty
Rajski Ptak leży dość daleko od Drogi Mlecznej i nie ma gromad otwartych, mgławic czy mgławic planetarnych, które mógłby zaoferować astronomom amatorom. Jest tam wiele galaktyk, ale wszystkie są blade i małe.
- Warte uwagi są: gromada kulista NGC 6101 o jasności 10,7m skatalogowana w 1826 roku przez Jamesa Dunlopa[2]. W 20-centymetrowym teleskopie widoczna jest jako mglista plamka, z kilkoma bladymi gwiazdami[1]. Znajduje się w odległości 52 tysięcy lat świetlnych od Słońca.
- Druga, nieco mniejsza i bledsza, gromada kulista IC 4499 o jasności 9,76m znajdująca się w odległości 61,6 tysięcy lat świetlnych. Gromada ta leży najbliżej południowego bieguna niebieskiego. Trzeba się dobrze postarać, by przez 20-centymetrowy teleskop zobaczyć ją na ciemnym niebie. Została odkryta 13 czerwca 1901 roku przez DeLise Stewarta. Obydwie gromady są nieco zagęszczone w centrum[1].